# Charles Pugh
Charles Pugh (sinh ngày 3 tháng 8 năm 1971) là một cựu phóng viên truyền hình người Mỹ, nhân cách phát thanh, và chính khách từ Detroit, Michigan. Trong mười năm, ông đã từng là mỏ neo cuối tuần tại WJBK ở Detroit. Ông cũng từng là nhân vật phát thanh trên CoCo, Foolish and Mr. Chase in the Morning và chương trình trò chuyện của riêng ông, That's What's Up, phát sóng vào tối Chủ nhật trên WJLB.
Năm 2009, Pugh được bầu làm chủ tịch hội đồng của Hội đồng Thành phố Detroit, trở thành quan chức bầu cử LGBT công khai đầu tiên của thành phố. Pugh giữ chức chủ tịch từ năm 2010 cho đến khi từ chức năm 2013 và chuyển đến Thành phố New York.
Năm 2016, ông bị kết án ba tội lạm dụng tình dục hình sự và bị kết án 5 1/2 – 15 năm tù. Tính đến  năm 2017 ông bị tống giam tại Cơ sở cải huấn Bellamy Creek ở Ionia, Michigan.

## Đầu đời, sự nghiệp và tham gia chính trị
Pugh được sinh ra ở Detroit để George và Marcia Pugh. Bố mẹ ông ly hôn khi ông mới chập chững biết đi. Năm ba tuổi, mẹ ông bị một kẻ buôn ma túy sát hại tại nhà của họ ở khu phố San Juan của Detroit, vào năm 1978, cha ông đã tự sát. Năm chín tuổi, ông chuyển đến sống cùng bà ngoại. Pugh tốt nghiệp Trường Trung học Murray-Wright năm 1989 và theo học Đại học Missouri ở Columbia, Missouri với học bổng trị giá 24.000 đô la (48.500 đô la điều chỉnh theo lạm phát) từ Ford Motor Company.
Sau khi tốt nghiệp vào năm 1993, Pugh bắt đầu làm mỏ neo trên WIBW ở Topeka, Kansas, sau đó chuyển đến WISE ở Fort Wayne, Indiana và các đài tin tức ở Columbia, Missouri và Norfolk, Virginia. Năm 1999 Pugh, gia nhập WJBK chi nhánh FOX tại Detroit.
Pugh đã từ chức từ nhà ga vào tháng 3 năm 2009 để vận động cho Hội đồng Thành phố Detroit. Ông đã giành được nhiều phiếu nhất của bất kỳ ứng cử viên hội đồng nào trong ngày bầu cử, trao cho ông danh hiệu chủ tịch hội đồng, mặc dù có một cuộc tranh cãi vào cuối chiến dịch khi ông thừa nhận rằng ông đã gặp khó khăn về tài chính và nhà của ông đã bị tịch thu.
Vào năm 2012, Pugh đã bán căn nhà của mình, một căn hộ trên 73 đường Adelaide ở Midtown Detroit, trong một đợt bán ngắn cho Shamrock Acquisitions LLC với giá 106.000 đô la. Pugh đã mua căn nhà với giá 385.000 đô la vào năm 2005.
Vào năm 2012, Pugh đã đưa ra những tiêu đề trong những gì các tờ báo địa phương gọi là "cuộc chiến Twitter" với một thực tập viên tại Automotive News. Sau một bất đồng ngắn ngủi trên mạng xã hội, Pugh đã tweet Automotive News yêu cầu họ nói chuyện với nhân viên thực tập về các bài đăng "xúc phạm" của mình. Hành động của Pugh bị chế giễu rộng rãi.
Vào tháng 6 năm 2013, Ủy viên Hội đồng Thành phố Ken Cockrel Jr., người từng giữ chức Thị trưởng và Chủ tịch Hội đồng, đã lưu ý các vấn đề tham dự gần đây của Pugh, lưu ý rằng Chủ tịch Hội đồng khi đó đã bỏ lỡ bốn cuộc họp liên tiếp. Vào cuối cuộc họp, Gary Brown, người là Chủ tịch Hội đồng Pro Tempore và chủ trì Hội đồng vắng mặt Pugh, nói với các đồng nghiệp của mình rằng Pugh đã xin nghỉ phép bốn tuần vì "nghỉ ốm." Cuối ngày hôm đó, Quản lý khẩn cấp Kevyn Orr đã từ chối yêu cầu của Pugh và bảo ông trở lại làm việc hoặc từ chức.
Vào ngày 27 tháng 6 năm 2013, giám đốc tài chính khẩn cấp của Detroit, Kevyn Orr, chính thức tước bỏ trách nhiệm của Pugh và trả làm chủ tịch Hội đồng Thành phố Detroit.
Pugh chính thức từ chức từ Hội đồng Thành phố Detroit vào tháng 9 năm 2013.